# Adriana Carrasco
Adriana Carrasco (Buenos Aires, 1963) es una periodista y militante LGBT y feminista argentina. Fue una de las precursoras del movimiento lésbico en la Argentina, a mediados de la década de 1980. Fundó, junto a Ilse Fuskova, Cuadernos de Existencia Lesbiana, la primera publicación lésbica periódica en Argentina, y junto a Ana Rubiolo el Movimiento Autogestivo de Lesbianas (GAL). Como periodista ha colaborado con Crónica y la revista Flash, los Suplementos Soy y Las Doce de Página 12, así como otros medios, principalmente feministas o LGBT+. Ha cubierto causas de violencia de género o lesbofobia como los casos de Diana Sacayán, Higi y Gómez. En 2022 recibió el Premio Lola Mora que entrega la Ciudad de Buenos Aires por su trayectoria como periodista por mostrar una imagen real y sin estereotipos de las mujeres en los medios de comunicación.

## Biografía
Adriana Carrasco nació en el barrio de Barracas de la Ciudad de Buenos Aires a fines de 1963. Sus padres eran peronistas y tuvo una educación politizada desde niña. Uruguaya por parte de madre y afroargentina por parte de padre. Cursó en la Escuela Normal Superior Nº 5 de Barracas y luego estudió cine, filosofía y derecho. De adolescente se enamoró de una profesora. Luego del colapso de la dictadura militar en la Guerra de Malvinas, se suma a la militancia política en la Juventud Peronista en Intransigencia y Movilización Peronista (IMP) y a la militancia feminista en Lugar de Mujer.
En 1985, dentro de su militancia feminista formó un grupo llamado Grupo Feminista de Denuncia con Ilse Fuskova (57 años) y Josefina Quesada (64 años). En 1985 visitó la Argentina Empar Pineda, militante del Colectivo de Feministas Lesbianas de Madrid que editaban un boletín. Inspirada por Pineda, en 1986, Carrasco y Fuskova tomaron la iniciativa de organizar un taller sobre lesbianismo dentro del grupo feminista ATEM (Asociación de Trabajo y Estudio de la Mujer), con el fin de recoger testimonios y publicarlos en una publicación que llevaría el nombre de Cuaderno de Existencia Lesbiana. El taller se realizó en noviembre de 1986, convocó a un grupo de mujeres de distintas edades e ideas políticas, con predominio del peronismo.

### Los Cuadernos de Existencia Lesbiana
El primer número fue realizado de manera artesanal, mecanografiado en doce páginas tamaño carta y mimeografiado. Su contenido, como estaba programado, consistió principalmente en publicar los resultados del taller realizado en noviembre anterior, aportes posteriores y testimonios aportados por las mujeres. A partir de un cuestionario y una serie de consignas elaboradas por las organizadoras, se generó una discusión en la que las mujeres aportaron sus pareceres. Algunas de las preguntas fueron «¿Alguna vez te sentiste culpable por amar a una mujer?», «¿Creés que es bueno hacer el amor con una mujer?», «¿Creés que es bueno hacer el amor con un hombre?», «¿Has hablado con tus amigas?», «¿Cuáles son tus temores?», «¿Creés que existen diferencias entre la homosexualidad masculina y el lesbianismo?». Entre las consignas se preguntaba también si conocían una serie de palabras: clítoris, vagina, orgasmo, heterosexual, homofobia, continuum lesbiano, sororidad.
El primer cuaderno estuvo listo el 8 de marzo de 1987. Se realizaron 50 copias para ser distribuida durante el acto por el Día de la Mujer. La visibilidad iniciada por la publicación de los Cuadernos y el grupo de mujeres lesbianas que se formó a su alrededor, puso en evidencia la invisibilización y postergación que el movimiento feminista había venido haciendo del lesbianismo y de sus reclamos puntuales.
El Cuaderno No 2 fue publicado en mayo de 1987. Tiene como portada un dibujo de Josefina Quesada, quien a partir de ese momento comenzó a hacer las portadas e ilustrar la publicación. El Cuaderno No 3 fue publicado en julio de 1987 y nuevas mujeres se suman a través de la publicación a la militancia lésbica.

Compuestos de textos, imágenes, registros de talleres y acciones de las lesbianas, los CEL intentaron hacer “visible”, “legible”, y “posible” esa existencia lesbiana que, en nuestro contexto local, comenzaba a balbucear su im/propia lengua tortillera.

Carrasco y Fuskova habían estudiado los principales aportes teóricos sobre lesbianismo y feminismo de la segunda ola, por esa razón en gran medida los Cuadernos utilizan explícita e implícitamente conceptos provenientes de Adrienne Rich, Audre Lorde, Monique Wittig y Kate Millet, entre otras.
Los Cuadernos permitieron que el grupo de mujeres feministas lesbianas, mayoritariamente peronistas, adquirieran relevancia, al punto que en 1988 tomaron la Casa de Lugar de Mujer al grito  de «Si Evita viviera sería tortillera».

### El 8 de marzo de 1988
En 1988 fue publicado el Cuaderno No 5. El grupo volvió a hacerse presente en el acto del Día de la Mujer en la Plaza de los Dos Congresos. Pero esta vez, Carrasco y otras seis mujeres del grupo aparecieron en el acto con vinchas de color lila que decían «Apasionadamente Lesbiana» para vender los ejemplares del primer cuaderno y llegaron a encabezar la marcha. Fue la primera vez en Argentina que un grupo de lesbianas se presentaban como tales en el espacio público. Las otras seis mujeres fueron Ilse Fuskova, Araceli Bellota, Julián García Acevedo (que en ese momento no había transicionado a varón), Elena Napolitano, Ana Rubiolo y una mujer llamada Graciela.

Para 1986 las lesbianas en Argentina no existíamos. "Lesbiana" era un término clínico que nos etiquetaba como desviadas y un montón de cosas más, con connotaciones negativas. Ni hablar de las terapias psiquiátricas y conductivistas para sacarle el lesbianismo a la paciente. Todas terapias del horror. El caso paradigmático fue el de La Raulito en manos del psiquiatra Marchant. Ninguna quería ser esa lesbiana, ni la tortillera, ni la marimacho, ni la pan con pan, ni la indecible. Nosotras, un grupo pequeño del que formamos parte entre otras con Ilse Fuskova, María García Acevedo, Ana Rubiolo y Araceli Bellotta, nos paramos delante de todes y dijimos: «Existimos, somos apasionadamente lesbianas».
Adriana Carrasco}

Los Cuadernos continuaron siendo publicados en los años siguientes y se convirtieron en un punto de referencia de gran importancia, para la militancia lésbica y los posicionamientos teóricos. En total se publicaron diecisiete números, hasta 1996, pero Carrasco dejó la edición de los mismos en los últimos.
En 1991 conoció a la escritora Martha Ferro. Ambas mujeres se enamoraron y empezaron a vivir juntas. En ese momento sale a buscar trabajo y encuentra empleo como correctora en la editorial Sarmiento, responsable del diario Crónica. Con el tiempo fue asignada a la sección de redacción, a la sección policiales y finalmente a la revista Flash, dirigida por Roberto "Tito" Jacobson, donde se dedicó a cubrir temas como las enfermedades de los sectores empobrecidos, como el chagas, la sífilis, el sida, así como temas ligados al feminismo. Dejó el Grupo Crónica en 2011. En el siglo XXI comenzó a escribir sobre temas feministas y LGBT+ en los suplementos Soy y Las Doce del diario Página 12.  Escribe también para gran cantidad de medios LGBT+. Se define como «periodista justiciera».
En 2022 recibió el Premio Lola Mora que entrega la Ciudad de Buenos Aires por su trayectoria como periodista por mostrar una imagen real y sin estereotipos de las mujeres en los medios de comunicación.